# Amadou Ndiaye
Amadou Dia Ndiaye (2 januari 2000) is een Senegalees voetballer die in het seizoen 2021/22 door FC Metz wordt uitgeleend aan Le Mans FC.

## Clubcarrière
Ndiaye begon zijn seniorencarrière bij AS Génération Foot. In het seizoen 2017/18 kroonde hij zich tot topschutter van de Ligue 1. In 2018 maakte hij de overstap naar FC Metz. Na anderhalf jaar, waarin hij enkel in actie kwam voor het B-elftal, werd hij in januari 2020 voor de rest van het seizoen uitgeleend aan de Franse tweedeklasser FC Sochaux. In het seizoen 2020/21 werd hij uitgeleend aan RFC Seraing, de Belgische dochterclub van Metz. Ndiaye hielp de club dat seizoen mee aan promotie naar de Jupiler Pro League. De Senegalees promoveerde echter niet mee, want in het seizoen 2021/22 werd hij uitgeleend aan de Franse derdeklasser Le Mans FC.

## Interlandcarrière
Ndiaye maakte op 15 juli 2017 zijn interlanddebuut voor Senegal in een African Championship of Nations-kwalificatiewedstrijd tegen Sierra Leone.
In 2019 nam hij met de U20 van Senegal deel aan de Afrika Cup onder 20 in Niger. Ndiaye scoorde in de laatste groepswedstrijd tegen Burkina Faso tweemaal, en ook in de finale tegen Mali scoorde hij. In de strafschoppenreeks tegen Mali miste hij wel zijn penalty, waardoor niet Senegal maar Mali het toernooi won. Met drie doelpunten werd Ndiaye desondanks topschutter van het toernooi, samen met zijn landgenoot Youssouph Mamadou Badji.